# Assigny
Assigny ist eine französische Gemeinde mit 152 Einwohnern (Stand: 1. Januar 2022) im Département Cher in der Region Centre-Val de Loire. Sie gehört zum Arrondissement Bourges und zum Kanton Sancerre.

## Lage
Assigny liegt etwa 48 Kilometer nordöstlich von Bourges. An der südwestlichen Gemeindegrenze verläuft der Fluss Salereine, sein Zufluss Venelle durchquert das Gemeindegebiet. Die höchste Erhebung im Gemeindegebiet ist der 360 m hohe Berg Faît des Marnes. Umgeben wird Assigny von den Nachbargemeinden Sury-ès-Bois im Westen und Norden, Savigny-en-Sancerre im Norden und Osten, Subligny im Süden sowie Jars im Südwesten.

## Bevölkerungsentwicklung
| Jahr                       | 1962 | 1968 | 1975 | 1982 | 1990 | 1999 | 2006 | 2019 |
| Einwohner                  | 332  | 294  | 228  | 207  | 172  | 167  | 157  | 148  |
| Quellen: Cassini und INSEE |      |      |      |      |      |      |      |      |

## Sehenswürdigkeiten
- Kirche Saint-Saturnin aus dem 12. Jahrhundert
- Schloss La Vallée, Monument historique

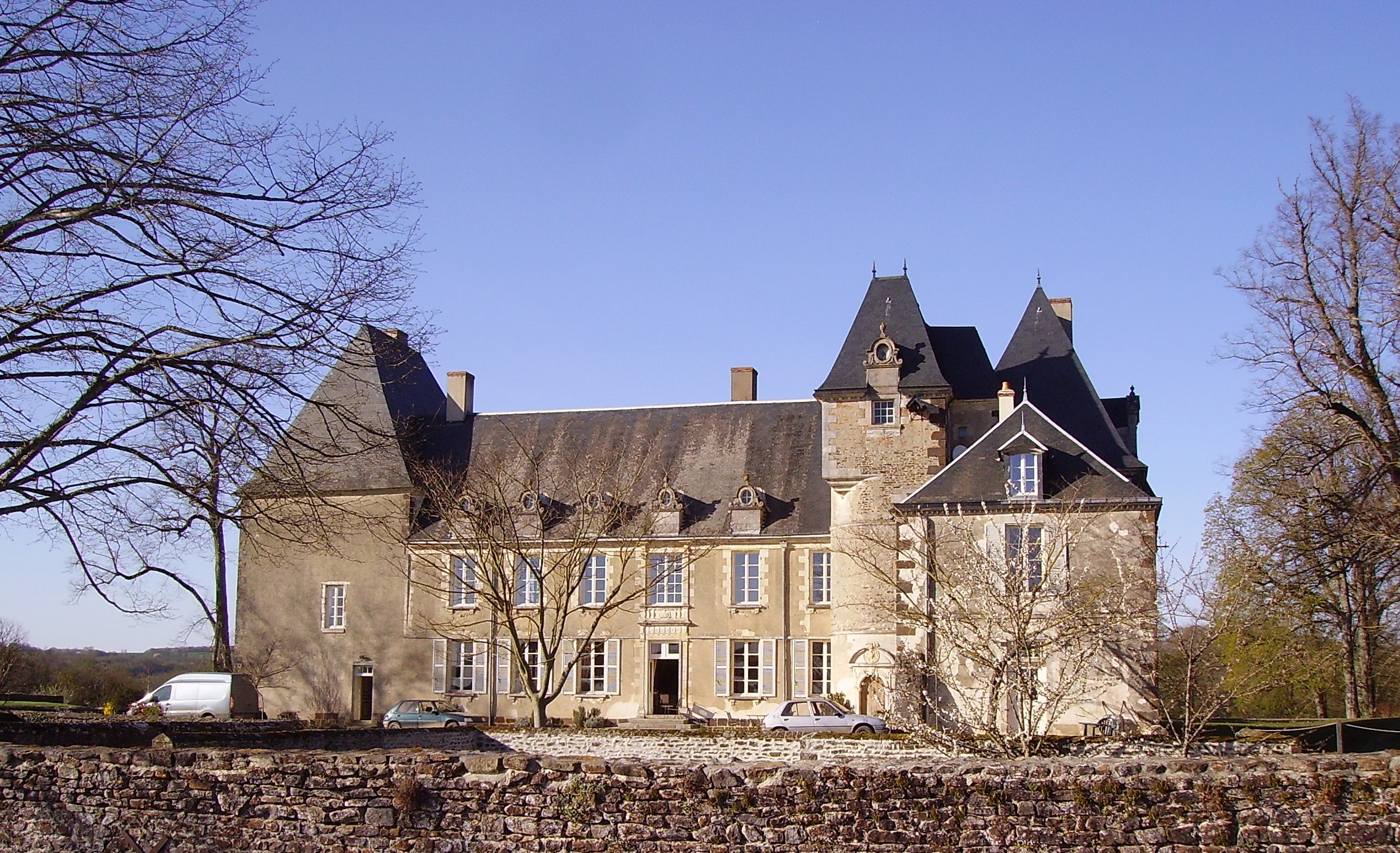
Schloss La Vallée

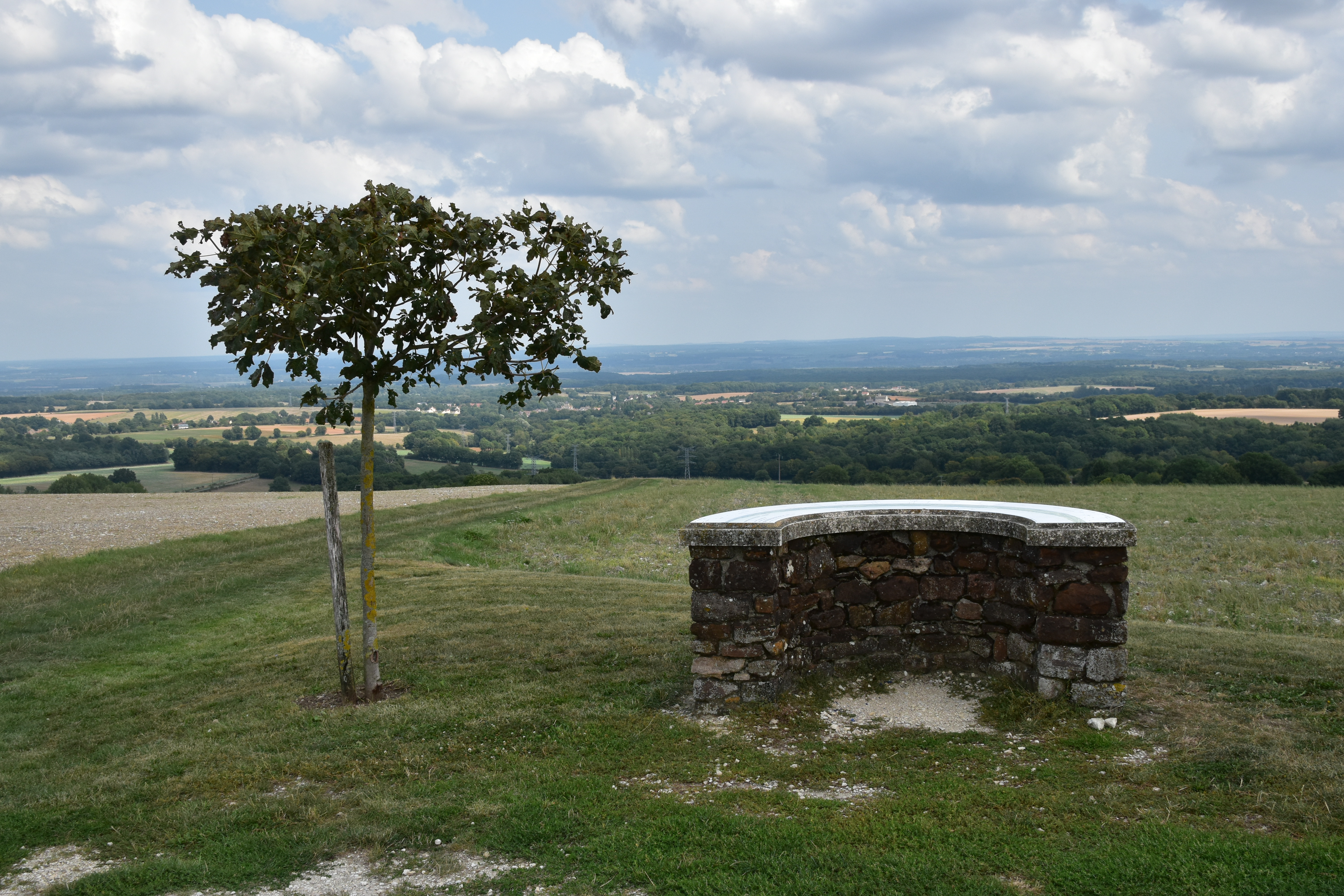
Orientierungstafel auf dem Faît des Marnes

- Scheune von Le Joliveau